# Рафаел да Сілва
Рафаел да Сілва (порт. Rafael da Silva, нар. 4 квітня 1992, Сан-Паулу) — бразильський футболіст, нападник клубу «Урава Ред Даймондс».
Виступав, зокрема, за клуби «Корітіба», «Лугано» та «Альбірекс Ніїгата».

## Ігрова кар'єра
У дорослому футболі дебютував 2012 року виступами за команду «Корітіба», в якій не став основним гравцем, взявши участь лише у 7 матчах чемпіонату.
Своєю грою за цю команду привернув увагу представників тренерського штабу клубу «Лугано», до складу якого приєднався 2013 року. Відіграв за команду з Лугано наступний сезон своєї ігрової кар'єри. Більшість часу, проведеного у складі «Лугано», був основним гравцем атакувальної ланки команди і був одним з головних бомбардирів команди, маючи середню результативність на рівні 0,41 голу за гру першості.
У серпні 2014 року уклав контракт з клубом «Альбірекс Ніїгата», у складі якого провів наступні три роки своєї кар'єри гравця. В новому клубі був серед найкращих голеодорів, відзначаючись забитим голом в середньому щонайменше у кожній третій грі чемпіонату.
До складу клубу «Урава Ред Даймондс» приєднався 2017 року і того ж року з командою став Клубним чемпіоном Азії. Станом на 8 грудня 2017 відіграв за команду з міста Сайтама 25 матчів в національному чемпіонаті.

## Титули і досягнення
- Клубний чемпіон Азії (1):

«Урава Ред Даймондс»: 2017
- Володар Кубка банку Суруга (1):

«Урава Ред Даймондс»:  2017